# Dolmen de La Lastra
El dolmen de La Lastra es un monumento megalítico funerario ubicado al noroeste del concejo español de Salcedo, dentro del municipio de Lantarón, perteneciente a la provincia de Álava. Forma parte del patrimonio cultural vasco, en la categoría de conjunto monumental.

## Localización
Se encuentra al noroeste de la localidad de Salcedo, y a unos 800 metros al suroeste del dolmen de La Mina en Molinilla, sin localización visual entre ellos. La Mina y La Lastra,  forman un perfecto nortesur, es decir una alineación 0º-180º. Debido a la enorme importancia que en tiempos megalíticos se le dio a las orientaciones. A 80 metros al este pasa el camino salinero del lago de Arreo y a 75 metros al sur pasa la antigua calzada romana Astorga-Burdeos, que viene de Puentelarrá y se dirige hacia Leciñana del Camino, a Turiso y a Carasta.
Desde Miranda de Ebro, ir por la carretera A-2122, que va hacia Puentelarrá y Orduña como unos cuatro kilómetros y medio, donde se coge un desvío a la derecha hasta el pueblo de Salcedo. Al entrar al pueblo, a la altura del n.º 4 de la calle de La Plaza hay que coger un camino de cemento a la izquierda, tras pasar por varias casas, termina con un poco de asfalto y comienza una pista que lleva hacia el noroeste durante 450 metros hasta un cruce de frente que se deja para seguir 400 metros más hasta llegar a otro cruce en el que hay que ir hacia la izquierda (oeste) unos 50 metros para adentrarse a la derecha por un campo de cultivo donde puede verse el dolmen a unos 80 metros de distancia dentro del campo.
La provincia de Álava es la más completa de España desde el punto de vista megalítico. La variedad es la característica de este megalitismo.

## Historia
Los materiales encontrados pertenecen a distintas épocas e indican un primer uso del sepulcro en época neolítica, y una posterior reocupación durante el Calcolítico (2500 – 1800 a. C.).
En el Museo de Arqueología de Álava se encuentran los materiales hallados: 4 lascas informes; 1 fragmento proximal de laminita simple; 1 raspador en lasca cortical simple (fig. 13.9); 1 trapecio asimétrico de retoque abrupto (fig. 13.10). Huesos humanos; fragmentos de cerámica basta; 1 barrita de hierro.
Barandiarán y Medrano comentan que las puntas triangulares, en nuestro país, sólo han aparecido hasta ahora  en los dólmenes de La Lastra, el dolmen de San Sebastián Sur, Ashorrigana y Otsaairte. Esto constituye una nota que distingue a este monumento de muchos otros similares de nuestro país.
Fue descubierto en 1942, por Landaburu Arbaizar y Domingo Fernández de Medrano, quienes dieron conocimiento al Marqués del Marquesado de Loriana, de la existencia de este dolmen, y del dolmen de La Mina en Molinilla, 800 metros más al norte. La noticia fue publicada en el Archivo Español de Arqueología.
Se practicó una cata en 1943 por Medrano y Marqués de Loriana. En septiembre de 1951 Medrano excavó la tierra de la cámara.

## Descripción
El aspecto que desde hace tiempo presenta este megalito es el resultado de una mala conservación. Instalado en un campo dedicado al cultivo, ha sido roturado en más de una ocasión, de tal modo que, desde su descubrimiento apenas era apreciable la existencia de un túmulo.
En 1958, según la descripción que realizaron los arqueólogos José Miguel de Barandiarán y  Domingo Fernández Medrano, indicaba que:  este dolmen de La Lastra posee un galgal poco apreciable. De su cámara, que en la actualidad carece de cubierta, tan sólo han conservado tiesas cuatro losas de arenisca y una quinta que se halla tendida en el suelo, junto a las anteriores. Tales elementos no completan el recinto, pero diseñan la forma poligonal de éste y sus probables dimensiones.
En 1979,  José Ignacio Vegas Aramburu indicaba que sólo quedan 3 losas en pie. En 2012, se confirma que siguen en pie, tres de las cuatro losas, siendo muy abundantes las losas de gran tamaño que se disponen caídas en el área.
A pesar de que tradicionalmente ha sido considerado un dolmen simple, la cantidad de losas caídas en torno a la cámara, y su orientación podría indicarnos la existencia de un corredor. Tampoco cuenta con restos visibles del túmulo, aunque estudios geofísicos posteriores han revelado la existencia de estructuras pétreas en el subsuelo conformando un óvalo.
Las dimensiones se corresponden con una longitud de dos metros y una anchura de 1,90. Se pueden apreciar nueve losas. Excepto tres que se mantienen de pie, el resto se hallan sueltas y tumbadas.